# 정선군수
정선군수는 강원특별자치도 정선군의 군수이다.

## 같이 보기
- 정선군수 선거